# Poluare luminoasă

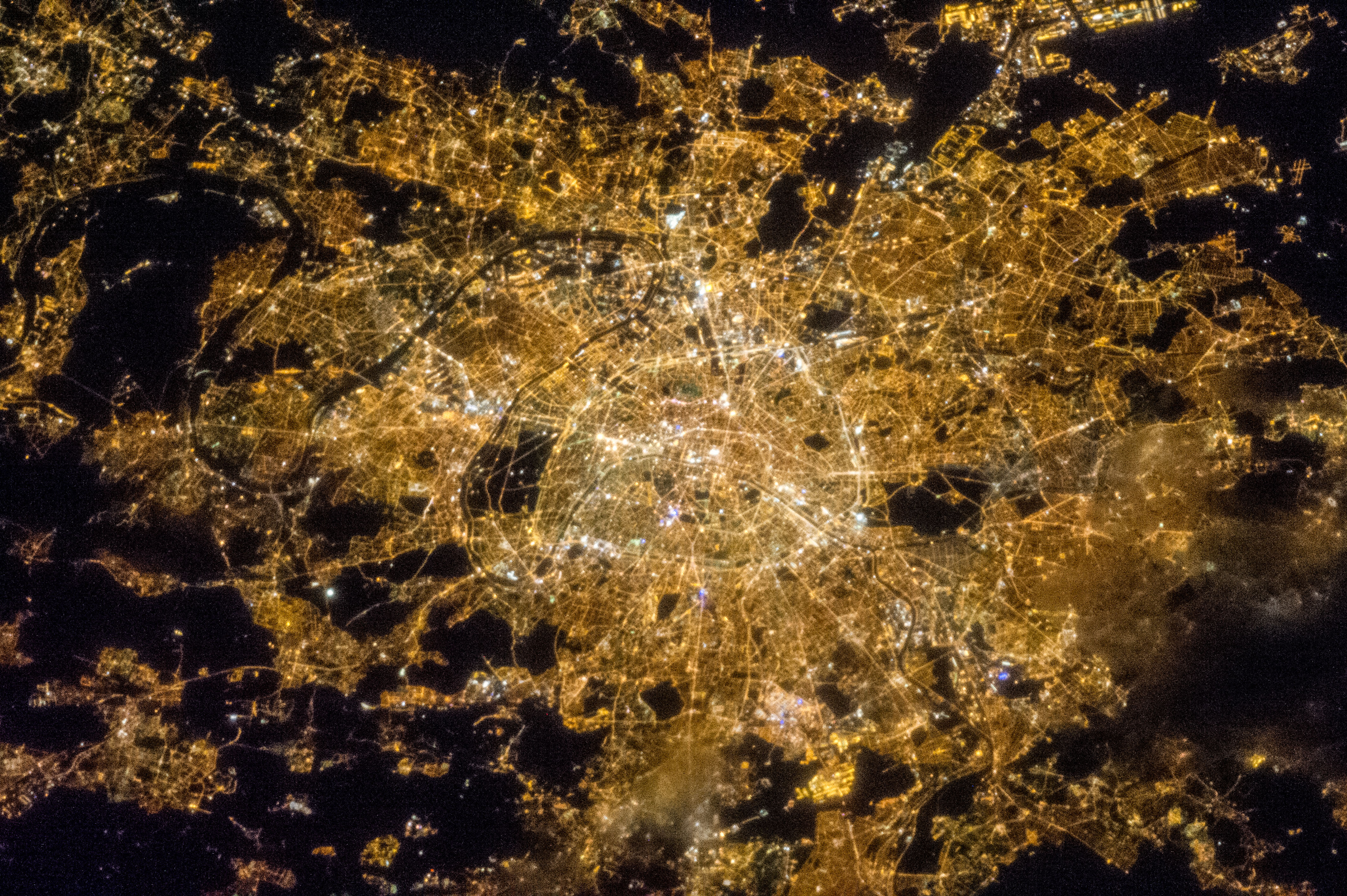
Vedere prin satelit a Parisului noaptea

Poluarea luminoasă înseamnă prezența iluminării artificiale excesive. Iluminarea artificială nocturnă a crescut în amploare și intensitate în ultimul secol, având un impact semnificativ asupra biologiei și ecologiei speciilor sălbatice.
Lumina artificială pe timp de noapte este folosită pentru a ilumina casele oamenilor, dar se revarsă și se răspândește în spațiul aerian, ajungând în locuri în care oamenii nu sunt prezenți sub formă de strălucire a cerului. De la apariția becului electric în secolul al XIX-lea, poluarea luminoasă rezultată a crescut vertiginos până la punctul în care mai mult de o treime din populația lumii nu mai poate vedea Calea Lactee.